# ميخائيل فرنسيس ماك أوليف
ميخائيل فرنسيس ماك أوليف (بالإنجليزية: Michael Francis McAuliffe)‏ هو كاهن كاثوليكي أمريكي، ولد في 22 نوفمبر 1920 في كانساس سيتي في الولايات المتحدة، وتوفي في 6 يناير 2006 في جفرسون سيتي في الولايات المتحدة.